# Porta Barete
Porta Barete, precedentemente nota come Porta di Lavareto, è una porta della cinta muraria dell'Aquila.
È la porta di riferimento del quarto di San Pietro, posta in via E. Vicentini, anticamente allo sbocco di via Roma su viale Corrado IV, nonché uno dei due accessi alla città – insieme a Porta Bazzano – ad essere dotato di doppia fortificazione. Venne parzialmente demolita alla fine del XIX secolo.

## Storia
La storia di Porta Barete è legata a quella della realizzazione delle mura dell'Aquila, riedificate tra il 1270 ed il 1316 dopo che la precedente cinta (1253-1254) era stata distrutta nel 1259 da Manfredi di Sicilia.
La porta, con il nome originario di Porta di Lavareto, venne realizzata in questa fase costruttiva come principale porta cittadina, essendo rivolta al confine settentrionale del Regno di Napoli verso le Marche, l'Umbria e Roma; di questa primaria importanza rimane testimonianza sia nell'impianto urbanistico, impostato sulla presenza del decumano di via Roma che trae origine a Porta Barete, sia nella particolare conformazione della struttura e nella sua monumentalità. Porta Barete, difatti, era  — insieme a Porta Bazzano, sul lato opposto del decumano — una delle due porte ad essere dotate di doppia fortificazione nonché l'unica delle porte aquilane ad essere posta in piano all'esterno e all'interno. La piazza interna era caratterizzata a meridione dalla presenza della chiesa di Santo Spirito, con annesso ospedale, ed a settentrione dalla chiesa di Santa Croce.
Nel 1823, in sostituzione dell'accesso esterno di Porta Barete, cominciò la realizzazione di una nuova porta in stile neoclassico, con due torrioni circolari, mentre all'interno era previsto l'allestimento di una piazza porticata ad esedra; tuttavia, già nel 1826, si decise la realizzazione di un più comodo cavalcavia d'ingresso alla città che comportò l'irrimediabile distruzione di Porta Barete con il rinterro del bastione sud e l'eliminazione della chiesa di Santo Spirito. Lo smantellamento della principale porta è un fatto inusuale nella storia dell'urbanistica ed è stato additato da alcuni storici come una perdita di sensibilità della cittadinanza nei confronti della propria storia e dei propri monumenti.

## Descrizione
Di Porta Barete rimane oggi solamente parte della fortificazione esterna ed alcuni deboli resti della fortificazione interna. La fortificazione esterna, a bastioni con torrette perimetrali, si estende per una lunghezza di circa 45 metri sul lato orientale di via Vicentini, mentre i resti della fortificazione interna sono in via Santa Croce; altri resti della porta interna e dell'ospedale di Santo Spirito sono interrati sotto il piano stradale di via Roma.